# Cephalota circumdata
Cephalota circumdata là một loài bọ cánh cứng trong chi Cephalota, có thể được tìm thấy ở các quốc gia châu Âu như Albania, Bulgaria, Pháp, Hy Lạp, Ý, Macedonia, România, Tây Ban Nha, Ukraina và trên các đảo như Baleares, Sardegna và Sicilia. Nó cũng được tìm thấy ở các quốc gia châu Phi như Algérie và Tunisia và ở Thổ Nhĩ Kỳ.

## Hình ảnh

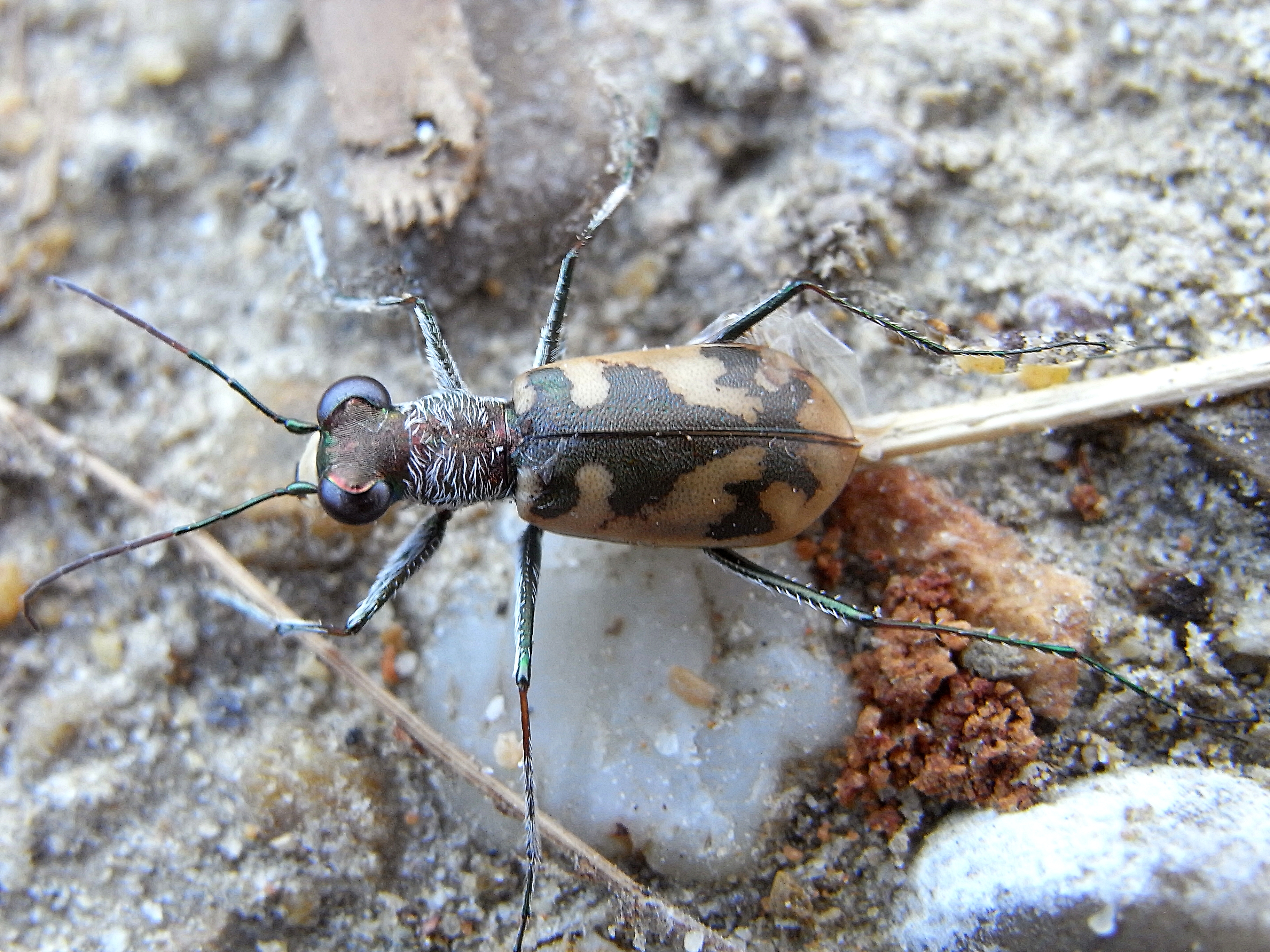
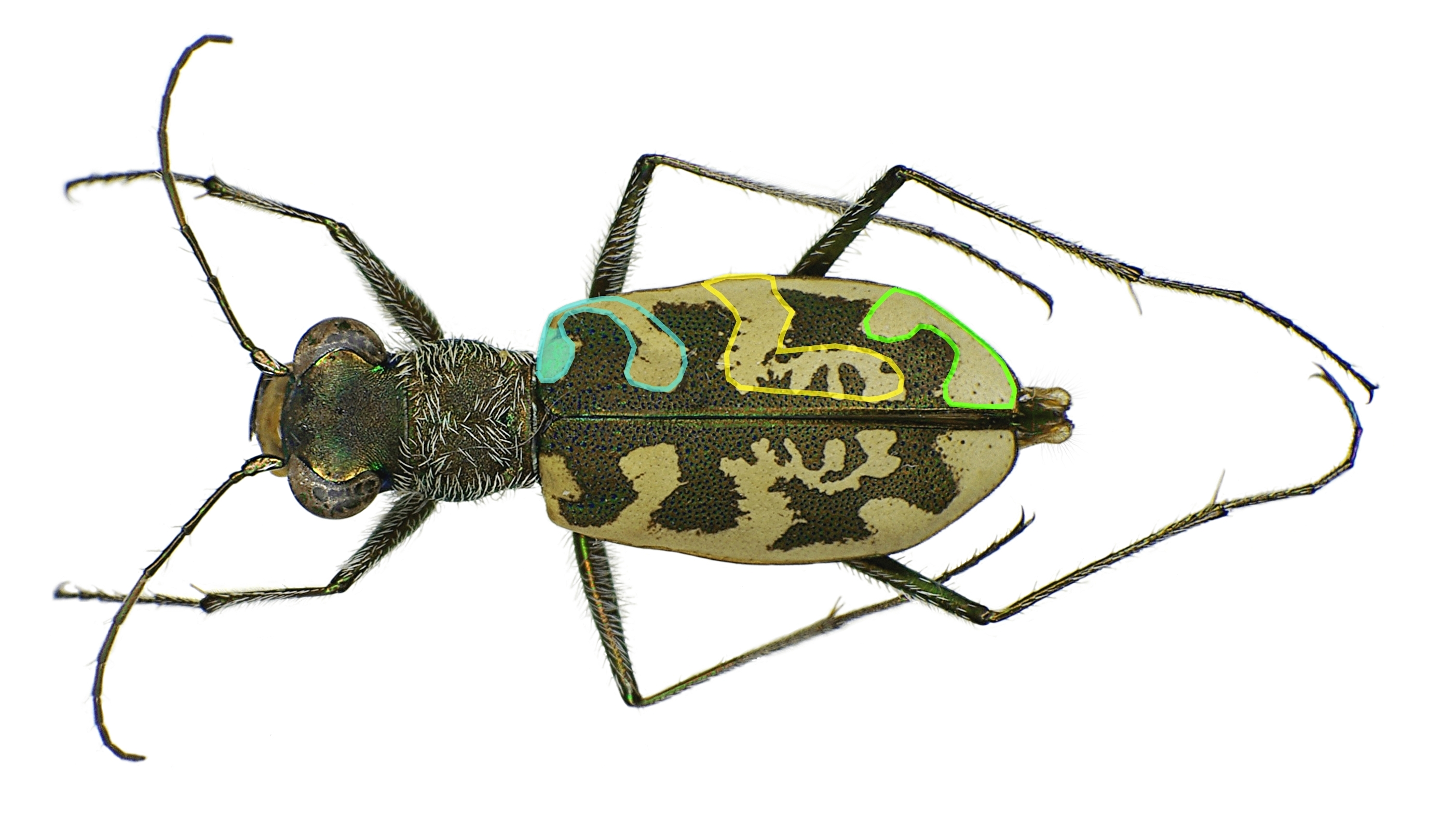
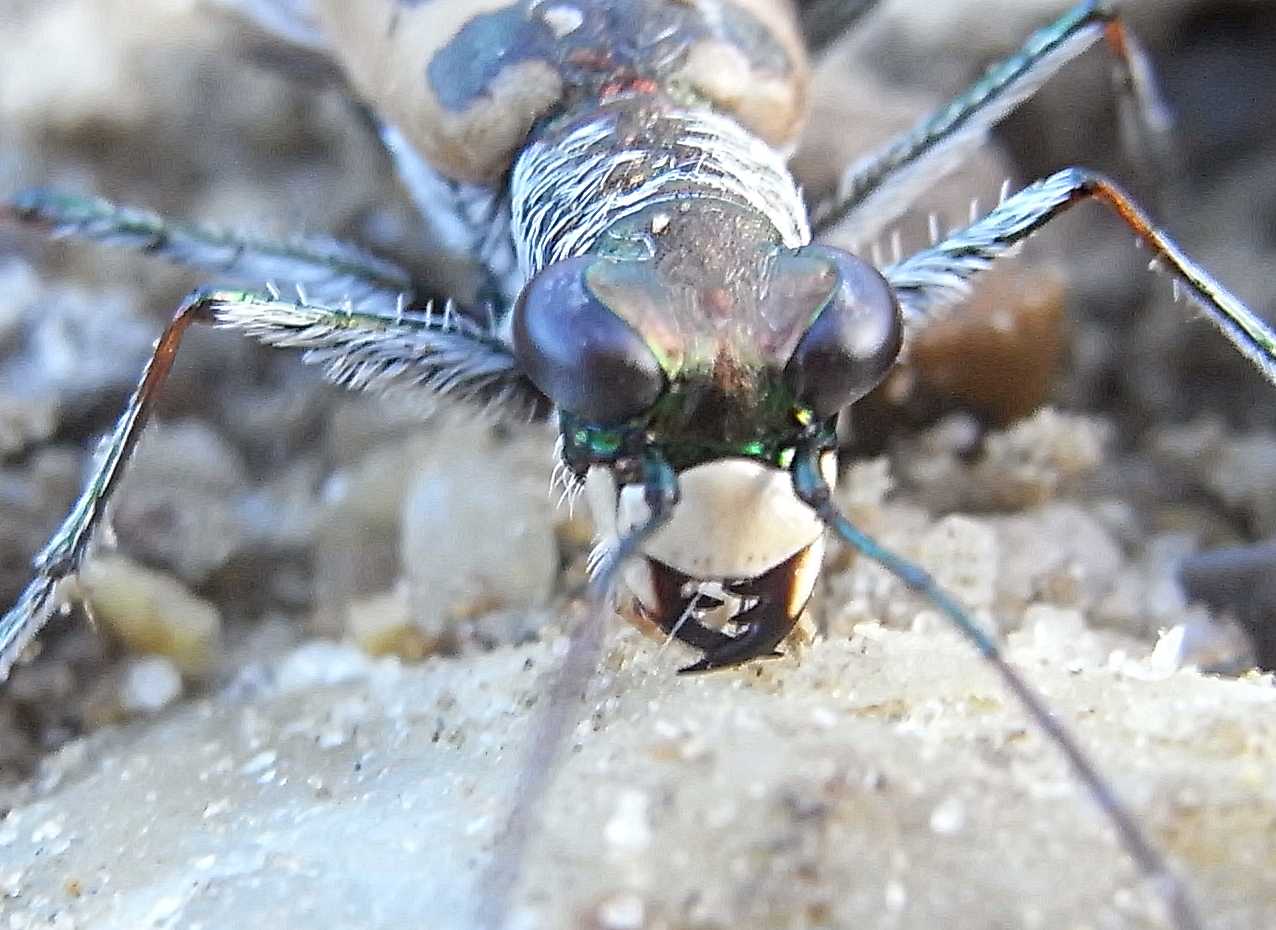
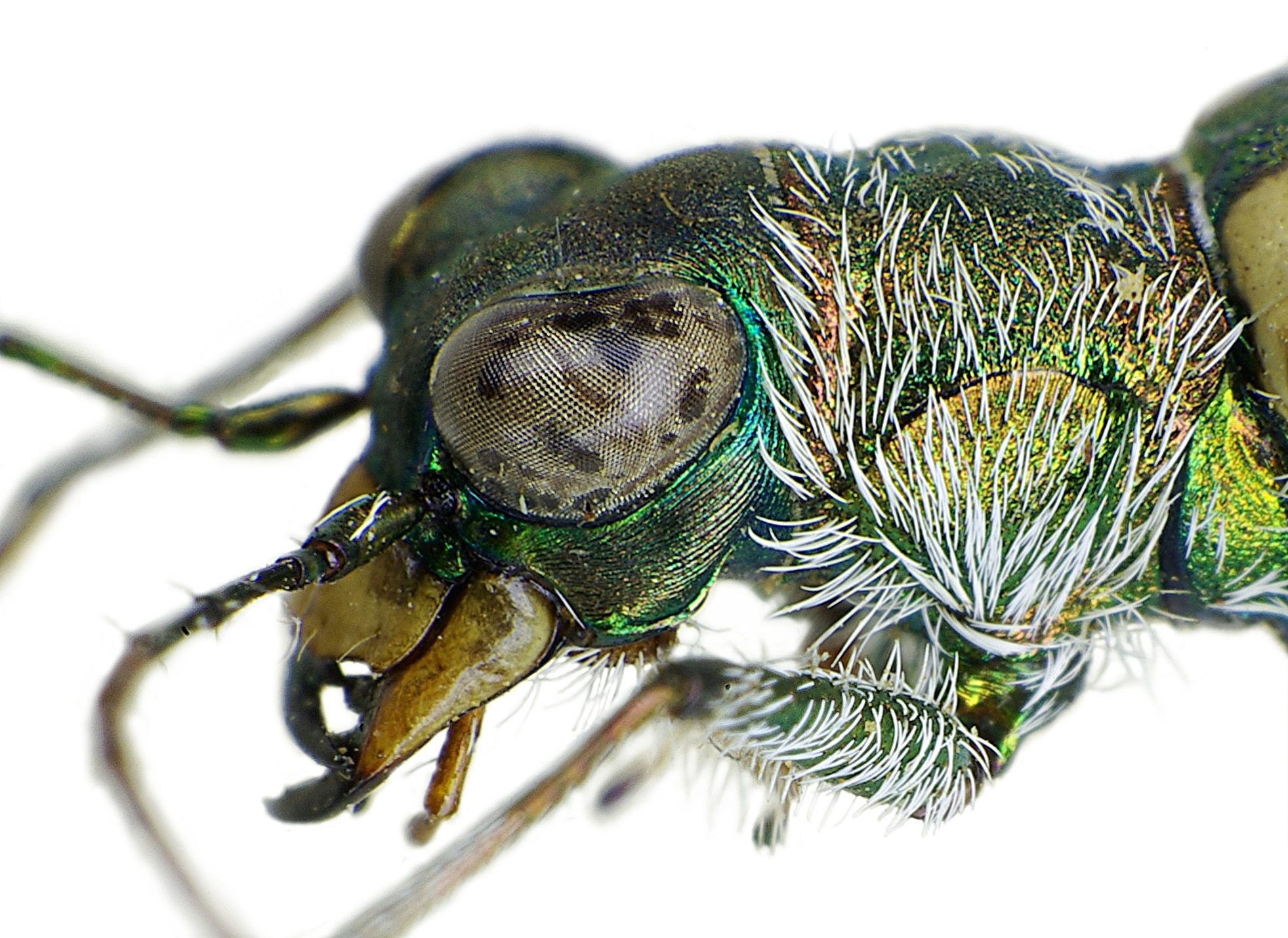

## Chú thích

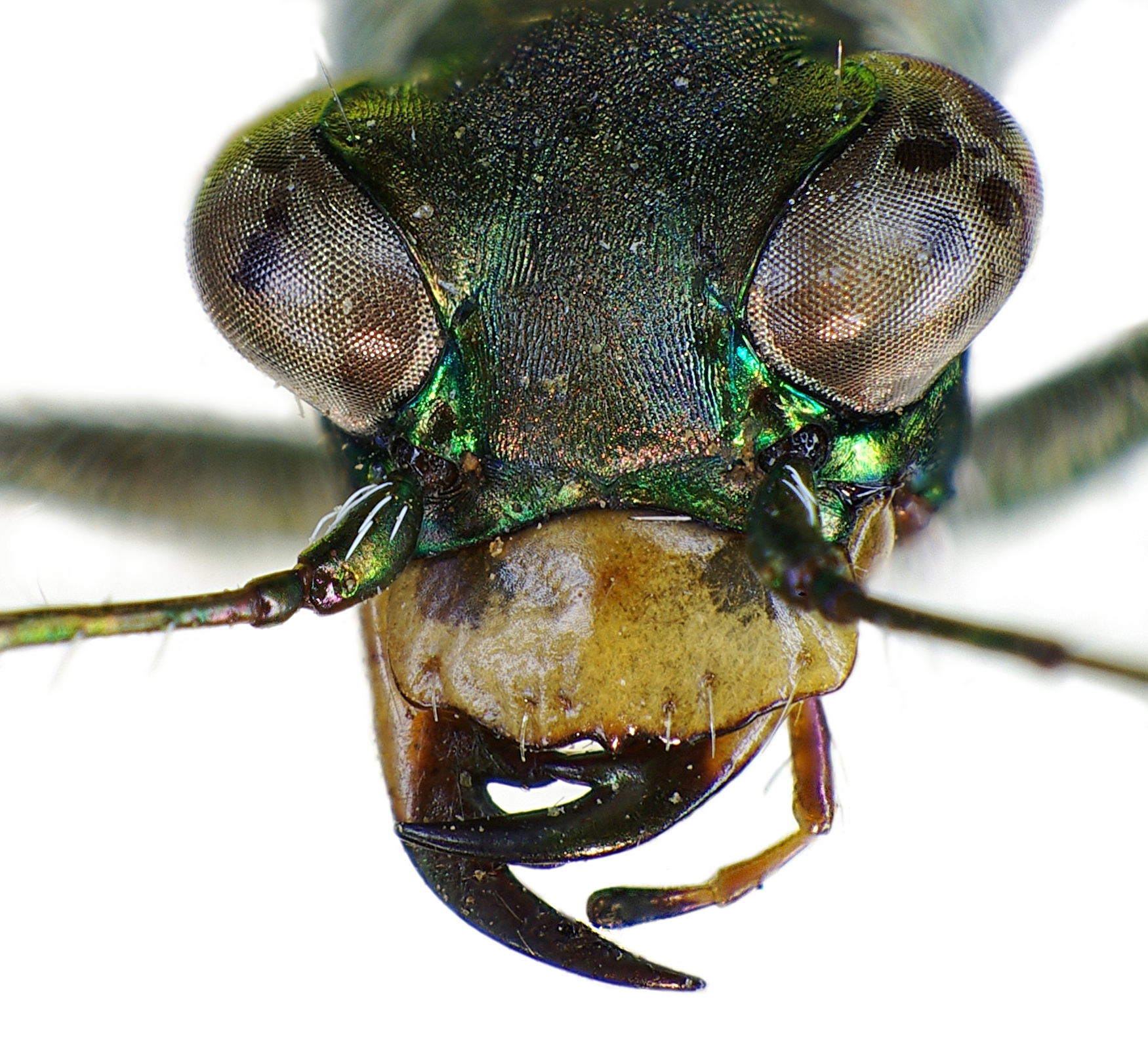
Đầu của Cephalota circumdata, showing the compound mắt và mouthparts